# AD Cabofriense
Az Associação Desportiva Cabofriense, röviden Cabofriense egy brazil labdarúgócsapat, melyet 1997-ben Cabo Frióban alapítottak. A Carioca bajnokságban szerepel.

## Története

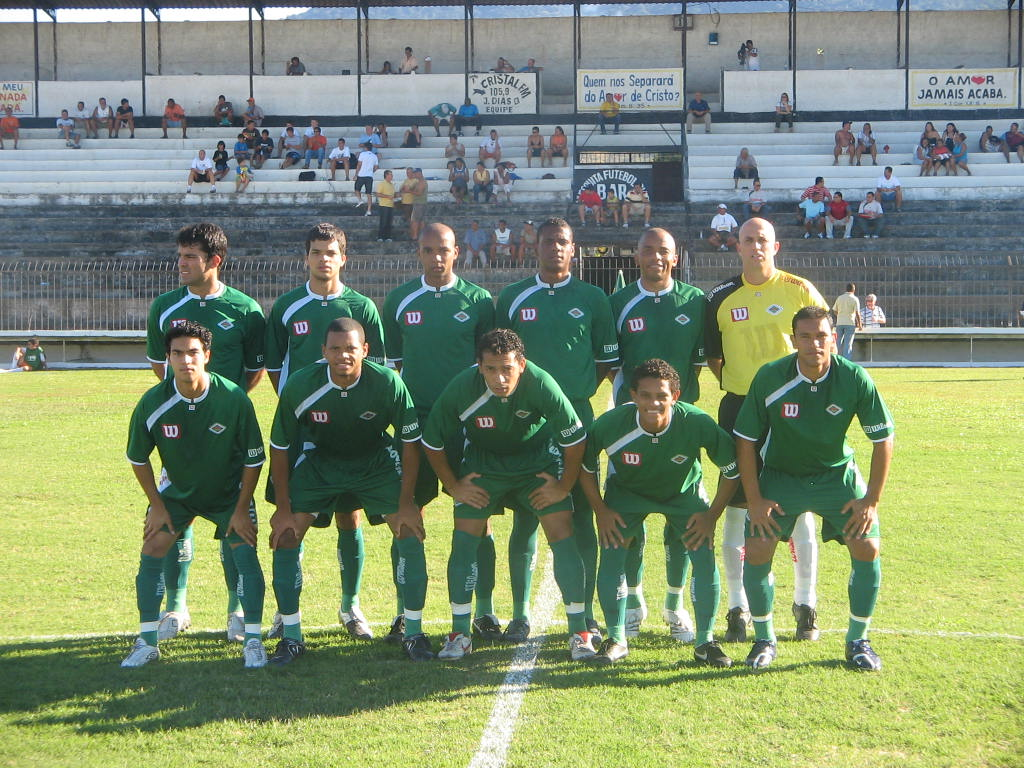
A 2007-es csapat

## Játékoskeret
2015-től
| # |     | Poszt | Név            |
| - | --- | ----- | -------------- |
|   | BRA | K     | Luis Cetin     |
|   | BRA | K     | Washington     |
|   | BRA | K     | Rafael         |
|   | BRA | V     | Chiquinho      |
|   | BRA | V     | Gerson         |
|   | BRA | V     | Arthur Sanches |
|   | BRA | V     | Victor Silva   |
|   | BRA | V     | Mário          |
|   | BRA | V     | Rafael Lopes   |
|   | BRA | V     | Leandro Souza  |
|   | BRA | V     | Amaral         |
|   | BRA | V     | Vladimir Tatuí |
|   | BRA | V     | Leandro        |
|   | BRA | V     | Alemão         |
|   | BRA | KP    | Hiroshi        |
|   | BRA | KP    | Rodrigo Yuri   |

| # |     | Poszt | Név               |
| - | --- | ----- | ----------------- |
|   | BRA | KP    | Kaká Mendes       |
|   | BRA | KP    | Éverton           |
|   | BRA | KP    | Bruno Neves       |
|   | BRA | KP    | Marco Aurélio     |
|   | BRA | KP    | Lenon             |
|   | BRA | KP    | Arthur            |
|   | BRA | KP    | Marcinho          |
|   | BRA | KP    | Têti              |
|   | BRA | KP    | Jardel            |
|   | BRA | CS    | Sassá             |
|   | BRA | CS    | Gilcimar          |
|   | BRA | CS    | Marlon            |
|   | BRA | CS    | Maycon            |
|   | BRA | CS    | Jones             |
|   | BRA | CS    | Fabrício Carvalho |